# Franco Beltrametti
Franco Beltrametti (* 7. Oktober 1937 in Locarno, Kanton Tessin; † 26. August 1995 in Lugano) war ein Schweizer Architekt, Underground-Künstler und Schriftsteller.

## Leben
Franco Beltrametti studierte Architektur an der ETH Zürich, wo er 1963 mit dem Diplom abschloss.
Beltrametti unternahm zahlreiche Reisen in Europa, Amerika und nach Japan. An der Universität Kyōto lehrte er Architekturdesign. 1971 gab er seinen Beruf als Architekt auf, um sich fortan ganz der Kunst und Literatur zu widmen, und zog nach Riva San Vitale.
Beltrametti gilt als bedeutender Schweizer Vertreter der Beat Generation. Seine Werke verfasste er in italienischer, französischer und englischer Sprache; sie wurden teils in Zeitschriften und Kleinstverlagen veröffentlicht.

## Werke
- Belice: lo stato fuorilegge, Mailand 1969
- Nadamas, Turin 1971
  - Nadamas. Aus dem Amerikanischen von Stefan Hyner. Stadtlichter-Presse, Berlin 2004, ISBN 3-936271-23-2.
- Uno di quella gente condor, Turin 1970
- Un altro terremoto, Turin 1971
- Face to Face, 1973
- One of Those Condor People, Blackberry 1974
- Trucks: Tracks, Bolinas 1974
- Note sul condor, 1975
- Another Earthquake, 1976
  - Ein anderes Erdbeben. Aus dem Englischen und Italienischen übersetzt von Udo Breger. Jenny, Basel 1978, ISBN 3-85816-005-9.
- in transito, Turin 1976
- Airmail Postcards, New York City 1979
- Sperlonga Manhattan Express, 1980
- Target, 1981
- Red Sea, 1982
- 19 permutazioni, Mailand 1986
- Surprise, 1987
- Tutto questo, Venedig 1990
- 13 portraits de trobaïritz, 1991
- Regina di, 1994
- Choses qui voyagent, Mailand 1995
- Francochiffre oder: wir sind dabei, Freunde zu werden. Autobiographie und Gedichte, ausgewählt und übersetzt von Stefan Hyner. NordPark, Wuppertal 2001, ISBN 3-935421-07-9.
- California Totem. Aus dem Amerikanischen von Stefan Hyner. Stadtlichter-Presse, Berlin 2002, ISBN 3-936271-14-3.
- Zweiter Traum / Secondo sogno. Ausgewählte Gedichte. Übersetzt von Stefan Hyner. Limmatverlag, Zürich 2014, ISBN 978-3-85791-682-3.[1]
- Il viaggio continua, hg. v. Anna Ruchat. Rom 2018, ISBN 978-88-99793-29-6.